# De njam-njambloem
De njam-njambloem is het 80ste stripverhaal van Jommeke. De reeks wordt getekend door striptekenaar Jef Nys.

## Verhaal
Wanneer er op een dag een sportvliegtuig neerstort in het oerwoud van Afrika, besluit Jommeke om te gaan helpen zoeken met behulp van de vliegende bol. Maar eens in het oerwoud worden ze gevangengenomen door inboorlingen.